# Kontenrahmen
Ein Kontenrahmen (englisch Standard chart of accounts) ist in der Buchführung und im Rechnungswesen eine branchenübergreifende Klassifikation aller möglichen, in allen Betriebsformen vorkommenden Konten. 

## Allgemeines
Bei der Aufstellung des individuellen Kontenplans eines einzelnen Unternehmens wird üblicherweise ein geeigneter Kontenrahmen als Grundlage verwendet. Zu den in Deutschland verbreiteten Kontenrahmen gehören beispielsweise die Kontenrahmen SKR03 und SKR04, die häufig auch ohne den Zwischenschritt der Aufstellung eines individuellen Kontenplans direkt verwendet werden. Die Verwendung eines Kontenrahmens ist nicht gesetzlich vorgeschrieben, aber aus praktischen Gründen sinnvoll.

## Geschichte
Ein erster einheitlicher Kontenrahmen wurde im November 1937 durch Erlass des Reichswirtschaftsministeriums allen Unternehmen einheitlich zwingend vorgegeben („Erlass-Kontenrahmen“). Nach diesem „Erlass-Kontenrahmen“ wurden in Deutschland mehr als 200 Kontenrahmen für einzelne Branchen aufgestellt. Im Jahre 1949 wurde ein erster Gemeinschaftskontenrahmen der Industrie (GKR) durch Industrieverbände vorgestellt. 1953 hat das Bundeswirtschaftsministerium den Verbindlichkeitscharakter des „Erlass-Kontenrahmens“ aufgehoben, so dass nun Raum für die Entwicklung freiwilliger Kontenrahmen bestand. Heute werden Kontenrahmen von den Wirtschaftsverbänden für einzelne Wirtschaftszweige herausgegeben, die von den einzelnen Unternehmen freiwillig für ihren Kontenplan übernommen werden können.

## Arten
Unterschieden wird generell zwischen einem Einkreis- und einem Zweikreiskontenrahmen. Beim Einkreissystem werden Finanzbuchhaltung und Kosten- und Leistungsrechnung in einem Kontenrahmen dargestellt, beim Zweikreissystem wird die Finanzbuchhaltung von der Kosten- und Leistungsrechnung getrennt.
Die DATEV als Beispiel für eine Organisation, die sich mit Buchführungsverfahren beschäftigt und Werkzeuge dafür als Dienstleistung anbietet, bietet verschiedene Kontenrahmen an; aktuell und weit verbreitet sind die Standard-Kontenrahmen SKR 03 und SKR 04. SKR 03 reflektiert den Unternehmensprozess, SKR 04 den Jahresabschluss. 
Die Industrie hat jeweils eigene Kontenrahmen wie den Gemeinschaftskontenrahmen der Industrie (GKR) oder den Industriekontenrahmen (IKR) des Bundesverbandes der Deutschen Industrie. Sparkassen und Kreditgenossenschaften greifen auf die Kontenrahmen vom Sparkassen- und Giroverband bzw. Genossenschaftsverband zurück.

## Einteilung
Ihre Gliederung richtet sich meist am Jahresabschluss, also der Schlussbilanz und der Gewinn- und Verlustrechnung aus, in welche die Salden aller Kontenarten einfließen. Dabei wird systematisch nach Bestandskonten (Aktivkonto, Passivkonto) für die Bilanz und nach Erfolgskonten (Aufwandskonto und Ertragskonto) für die Gewinn- und Verlustrechnung unterschieden. 

### Gliederung
Der Industriekontenrahmen (IKR) ist wie folgt gegliedert:
| Kontenklasse | Bezeichnung                                   | Kontenart              |
| ------------ | --------------------------------------------- | ---------------------- |
| 0            | immaterielle Vermögensgegenstände Sachanlagen | aktive Bestandskonten  |
| 1            | Finanzanlagen                                 | aktive Bestandskonten  |
| 2            | Umlaufvermögen aktive Rechnungsabgrenzung     | aktive Bestandskonten  |
| 3            | Eigenkapital Rückstellungen                   | passive Bestandskonten |
| 4            | Verbindlichkeiten passive Rechnungsabgrenzung | passive Bestandskonten |
| 5            | Erträge                                       | Ertragskonten          |
| 6            | betriebliche Aufwendungen                     | Aufwandskonten         |
| 7            | weitere Aufwendungen                          | Aufwandskonten         |
| 8            | Ergebnisrechnungen                            |                        |
| 9            | Kosten- und Leistungsrechnung                 |                        |

Haupteinteilungskriterium bildet die Kontenklasse, die sich an Bilanzpositionen bzw. Positionen der Gewinn- und Verlustrechnung orientiert. Die Kontenart gibt an, ob es sich hierbei um ein Bestands- oder Erfolgskonto handelt.
| Standardkontenrahmen SKR 03: - 0: Anlage- und Kapitalkonten - 1: Finanz- und Privatkonten - 2: Abgrenzungskonten - 3: Wareneingangs- und Bestandskonten - 4: Betriebliche Aufwendungen - 7: Bestände an Erzeugnissen - 8: Erlöskonten - 9: Vortrags- und statistische Konten | Standardkontenrahmen SKR 04: - 0: Anlagevermögen (Bestand: Aktiv) - 1: Umlaufvermögen (Bestand: Aktiv) - 2: Eigenkapitalkonten (Bestand: Passiv) - 3: Fremdkapitalkonten (Bestand: Passiv) - 4: Betriebliche Erträge (Erfolg: Ertrag) - 5 und 6: Betriebliche Aufwendungen (Erfolg: Aufwand) - 7: Weitere Erträge und Aufwendungen (Erfolg: Aufwand, Ertrag) - 9: Vortrags- und statistische Konten (Bestand: Rechnungsabgrenzung usw.) |

Der Kontenrahmen ist meist nach dem Dezimalsystem in Kontenklassen gegliedert. Hier sind die in ihrem Wesen und Inhalt möglichst ähnlichen Konten gebündelt und nach folgendem Prinzip aufgebaut:
- Die erste Stelle gibt die Kontenklasse an.
- Die zweite Stelle gibt die Kontengruppe an.

Innerhalb der Kontengruppen erfolgt in der dritten und vierten Stelle eine Aufteilung nach Kontenarten (Untergruppen). In manchen Kontenrahmen werden zwei zusätzliche Strukturziffern angehängt, wodurch sich sechsstellige Kontonummern ergeben.

### Standardkontenrahmen
- SKR 03: publizitätspflichtige Unternehmen – Prozessgliederungsprinzip;
- SKR 04: publizitätspflichtige Unternehmen – Abschlussgliederungsprinzip, Kontenrahmen nach dem Bilanzrichtliniengesetz (BiRiliG) unter Berücksichtigung der Neuerungen des Bilanzrechtsmodernisierungsgesetz (BilMoG)

Der Betriebswirtschaftliche Ausschuss des Bundesverbandes der Deutschen Industrie (BDI) hat erstmals 1971 den Industriekontenrahmen (IKR) veröffentlicht. Dieser Kontenrahmen sollte den seit 1950 geltenden Gemeinschafts-Kontenrahmen industrieller Verbände (GKR) der Industrie ablösen. Änderungen gegenüber dem GKR ergaben sich durch den am 1. Januar 1986 in Kraft getretenen Änderungen im Handelsgesetzbuch (HGB). Der IKR wurde letztmals 1987 aufgrund des Bilanzrichtlinien-Gesetz (BiRiLiG; Gesetz zur Umsetzung der sog. 4. (Einzelabschluss-), 7. (Konzernabschluss-) und 8. (Prüfer-)Richtlinie der Europäischen Gemeinschaft (EG) in nationales deutsches Recht) vom BDI herausgegeben.
Der frühere Gemeinschaftskontenrahmen der Industrie (GKR) ist in zehn Kontenklassen (0 bis 9) gegliedert und folgt dem Prozessgliederungsprinzip. Das heißt, die Reihenfolge der Konten soll dem Geschäftsablauf entsprechen. Der Industriekontenrahmen (IKR) besteht ebenfalls aus zehn Kontenklassen (0 bis 9), ist jedoch nach dem Abschlussgliederungsprinzip (Bilanz und GuV) strukturiert. Er stellt ein Zweikreissystem dar: Rechnungskreis I (Finanzbuchhaltung, Externes Rechnungswesen) und Rechnungskreis II (Kosten- und Leistungsrechnung, Internes Rechnungswesen) sind in sich geschlossene Kontenkreise. Die Kosten- und Leistungsrechnung basiert dabei auf dem IKR.
Der DATEV-Kontenrahmen SKR 04 wurde im Zusammenhang mit der Einführung des 3. Buches des HGB mit dem Bilanzrichtliniengesetz vom 12. Dezember 1985 entwickelt und orientiert sich am Aufbau einer Bilanz. Die Kontenklassen 0 und 1 für Anlage- und Umlaufvermögen bilden die Aktivseite der Bilanz, die Kontenklassen 2 und 3 für Eigenkapital und Fremdkapital die Passivseite. Die weiteren Kontenklassen folgen der Gewinn- und Verlustrechnungs-(GuV-)Gliederung: Klasse 4 Erlöse, Klasse 5 Materialkosten, Klasse 6 sonst. Betriebsaufwand (Personalkosten, Raumkosten, KFZ-Kosten usw.), Klasse 7 neutrale Aufwendungen (z. B. Zinsen) und Erlöse, Klasse 8 ist frei und die Klasse 9 Saldovortragskonten. Mit Verabschiedung des Bilanzrechtsmodernisierungsgesetz (BilMoG) wurde der Kontenrahmen, wie auch die meisten anderen Kontenrahmen der DATEV, ab der Jahresversion für 2010 entsprechend den BilMoG-Vorgaben aktualisiert.

### Weitere Kontenrahmen
Auch für den Handel, Banken, Versicherungsunternehmen und weitere Wirtschaftszweige gibt es Standardkontenrahmen (SKR). Buchhaltungssoftware bringt neben Standardkontenrahmen auch branchenspezifische Kontenrahmen als mögliche Vorlage mit, die angepasst werden können, um die Buchführung besser auswerten zu können.
- SKR 07: Anlehnung an den österreichischen Einheitskontenrahmen;
- SKR 14: Land- und Forstwirtschaft;
- SKR 30: Einzelhandelskontenrahmen (wird seit 2007 nicht mehr von der DATEV gepflegt);
- SKR 45: für Heime und soziale Einrichtungen (Pflegeeinrichtungen gemäß Pflege-Buchführungsverordnung (PBV)), orientiert sich an SKR 04, zusätzlich wurden Konten des Heime-Kontenrahmens SKR 99 integriert;
- SKR 42: für gemeinnützige Körperschaften (Vereine, Stiftungen, gemeinnützige GmbHs), neue Lösung von DATEV, an SKR 04 angelehnt;
- SKR 49: für gemeinnützige Körperschaften (Vereine, Stiftungen, gemeinnützige GmbHs), alte Lösung, abgekündigt, ab Ende 2024 keine Unterstützung mehr durch DATEV;
- SKR 51: KFZ-Gewerbe (KFZ-Händler und Werkstätten), wird von der Gütegemeinschaft Rechnungswesen und Controlling im Kfz-Gewerbe e. V. betreut;
- SKR 70: Hotels und Gaststätten;
- SKR 80: Zahnärzte;
- SKR 81: Arztpraxen;
- SKR 97: Private Vermögensverwaltung (DATEV-spezifisch)[11], abgekündigt, ab Ende 2024 keine Unterstützung mehr durch DATEV;
- SKR 99: Krankenhäuser, Heime, sowie sog. freier Kontenrahmen (Basis zum Selbstbearbeiten);

Der Kontenrahmen für Krankenhäuser wird durch die Krankenhaus-Buchführungsverordnung (KHBV) festgelegt.
- SKR-InsO: Auf diesen Kontenrahmen einigten sich der VID, der Gravenbrucher Kreis und das Rheinland-pfälzische Zentrum für Insolvenzrecht und Sanierungspraxis im Rahmen eines gemeinsamen Treffens in Düsseldorf zur Standardisierung eines Kontenrahmens.[12] Er wurde auf der Basis des SKR03 sowie des SKR 04 erstellt und zuletzt 2014 angepasst.[13]

## International

### Österreich
Der Österreichische Einheitskontenrahmen ist in 10 Kontenklassen (0 bis 9) gegliedert und folgt dem Abschlussgliederungsprinzip. Durch seine ausschließliche Ausrichtung auf die Finanzbuchhaltung trägt er dem Prinzip des Zweikreissystems Rechnung. Der österreichische Einheitskontenrahmen wird von der Kammer der Steuerberater und Wirtschaftsprüfer als Fachgutachten KFS/BW 6 veröffentlicht.
Die Konten 0 bis 3 und 9 gelten hierbei als Bestandskonten, 4 bis 8 als Erfolgskonten.
- Klasse 0: Anlagevermögen
- Klasse 1: Vorräte
- Klasse 2: Sonstiges Umlaufvermögen, aktive Rechnungsabgrenzungsposten, aktive latente Steuern
- Klasse 3: Rückstellungen, Verbindlichkeiten, passive Rechnungsabgrenzungsposten
- Klasse 4: Betriebliche Erträge
- Klasse 5: Materialaufwand und sonstige bezogene Herstellungsleistungen
- Klasse 6: Personalaufwand
- Klasse 7: Abschreibungen und sonstige betriebliche Aufwendungen
- Klasse 8: Finanzerträge und Finanzaufwendungen, Steuern vom Einkommen und vom Ertrag, Rücklagenbewegung
- Klasse 9: Eigenkapital, Einlagen unechter stiller Gesellschafter, Abschluss- und Evidenzkonten

### Schweiz
Der erste Kontenrahmen (KR) in der Schweiz, der Allgemeingültigkeit beanspruchte, war der von Karl Käfer verfasste „Kontenrahmen für Gewerbebetriebe“  (1947), eine Auftragsarbeit des Schweizerischen Gewerbeverbandes (SGV). Dieser Gewerbekontenrahmen erschien später unter dem Titel „Kontenrahmen für Gewerbe-, Industrie- und Handelsbetriebe“ und letztmals 1987. Aufgebaut war er nach dem Abschlussgliederungsprinzip, d. h. der Aufbau der Abschlusskonten Bilanz und Erfolgsrechnung gab die Reihenfolge der Konten vor. Gegliedert war er in acht Klassen, die nach dem System der Dezimalklassifikation in Gruppen und Konten unterteilt waren. Die Klasse 5 ließ Käfer für die internen Verrechnungen (Kostenrechnung) bewusst frei und riet den Gewerbebetrieben zur tabellarischen Bewältigung dieser Rechnung in einem Betriebsabrechnungsbogen.
| Bestandeskonten                                   | Bestandeskonten                                  |                            | Erfolgskonten  | Erfolgskonten   |  | Abschluss |
| 1                                                 | 2                                                | 3                          | 6              | 8               |  |           |
| Aktiven                                           | Passiven                                         | Material- und Warenaufwand | Betriebsertrag | Bilanz          |  |           |
|                                                   |                                                  | 4                          |                | Erfolgsrechnung |  |           |
| übriger Betriebsaufwand                           |                                                  |                            |                |                 |  |           |
| 7                                                 | 7                                                |                            |                |                 |  |           |
| ausserordentlicher Aufwand, Liegenschaftsrechnung | ausserordentlicher Ertrag, Liegenschaftsrechnung |                            |                |                 |  |           |

Käfer formulierte vier noch heute gültige Anforderungen an einen Kontenrahmen:
1. Anpassungsfähigkeit: „Der Rahmen soll so elastisch sein, dass er sich jedem Betrieb, gleichviel welcher Branche oder Branchenkombination, und jeder Unternehmensform anpassen lässt.“
2. Klarheit und Übersichtlichkeit: „Die Kontenklassen und -gruppen sollen so ausgewählt und angeordnet werden, dass eine natürliche, die Zusammenhänge deutlich aufzeigende Gliederung entsteht, die leicht verstanden und leicht eingeprägt werden kann.“
3. Zweifelsfreie Abgrenzung: „Der Inhalt der Kontenklassen, -gruppen und Einzelkonten soll so scharf umschrieben werden (soweit möglich im Titel), dass sich genau bekannte Konteninhalte ergeben, die einen sinnvollen zeitlichen und zwischenbetrieblichen Vergleich zulassen.“
4. Leicht auswertbare Resultate: „Die Zahlen, die für die Beurteilung der wirtschaftlichen Lage des Geschäftes, für seine Kalkulation, für die eigene und für die Verbandsstatistik von besonderer Bedeutung sind, sollen als Gruppen und Kontensaldi erscheinen.“

Boemle fügte im Vorwort zum „Kontenrahmen KMU“  (s. u.) als weitere Anforderung die Berücksichtigung der Grundsätze ordnungsmässiger Rechnungslegung hinzu.
Gesetzliche und praktische Anforderungen liessen den Gewerbekontenrahmen nach vier Jahrzehnten veralten. Deshalb ließ der SGV von einer Kommission mit Walter Sterchi als Autor den „Kontenrahmen KMU“  (1996) ausarbeiten. Dieser Kontenrahmen für kleine und mittlere Unternehmen wies neun Klassen auf. Der Aufbau war wiederum nach dem Abschlussgliederungsprinzip gestaltet; die Bilanz war in Konto- oder Berichtsform denkbar, die Erfolgsrechnung in Berichtsform. Kontenklassen waren einstellig, Hauptgruppen zweistellig, Gruppen dreistellig und die Konten vierstellig. Dieser sehr detaillierte Kontenrahmen verfügt auch über Kontenuntergruppen und Sammelkonten. Die Kostenrechnung ist nicht berücksichtigt.
| Bestandeskonten | Bestandeskonten                                        |    | Erfolgskonten                                    | Erfolgskonten |                  | 9 | Abschluss |
| 1               | Aktiven                                                | 3  | Betriebsertrag aus Lieferungen und Leistungen    | 90            | Erfolgsrechnung  |   |           |
| 2               | Passiven                                               | 4  | Aufwand für Material, Waren und Dienstleistungen | 91            | Bilanz           |   |           |
|                 |                                                        | 5  | Personalaufwand                                  | 92            | Gewinnverwendung |   |           |
| 6               | Sonstiger Betriebsaufwand                              |    |                                                  |               |                  |   |           |
| 7               | Betriebliche Nebenerfolge                              |    |                                                  |               |                  |   |           |
| 8               | Ausserordentlicher und betriebsfremder Erfolg, Steuern | 99 | Sammel- und Fehlbuchungen                        |               |                  |   |           |

Mit der Revision des zweiunddreissigsten Titels Kaufmännische Buchführung und Rechnungslegung im Obligationenrecht (Stand 2011, in Kraft ab Januar 2013) wurde die Überarbeitung des Kontenrahmens erneut notwendig. Es erfolgte eine „sanfte“  Überarbeitung. Für diese trat der SGV zugunsten des veb.ch (Verband der diplomierten Experten in Rechnungslegung und Controlling) als Herausgeber zurück. Der „Schweizer Kontenrahmen KMU“ erschien im Jahr 2013. Als Autoren zeichneten die Treuhänder Walter Sterchi, Herbert Mattle und Markus Helbling. Sie waren von einer Fachkommission begleitet. Der Aufbau des Kontenrahmens berücksichtigt insbesondere den erstmals vom Gesetz (Art. 959a und 959b OR) vorgegebene Aufbau der Bilanz und der Erfolgsrechnung. Als Anpassung an die Verwendung von Buchhaltungssoftware sind die als Auswertungen zu verstehenden Konten Bilanz und Erfolgsrechnung nicht mehr im Kontenrahmen verzeichnet; ihre Stellen im Kontenrahmen sind jedoch frei gehalten worden. Die strenge Befolgung des Dezimalklassifikationssystems ist verlassen. Bei den vielen Lücken in der Nummerierung handelt es sich zumeist um Leerstellen, in die Konten(gruppen) den betrieblichen Bedürfnissen gemäß eingesetzt werden können. Der Wortschatz ist leicht geändert; Anwender dürfen aber weiterhin eigene sinnvolle Benennungen einsetzen. Für die interne Rechnung gibt er keine Vorgaben.
| Soll | Soll                                                                                      |                                                                                        | Haben | Haben                                                                                  |
| 01   | Aktiven                                                                                   | 02                                                                                     | Passiven                                                                                                 |                                                                                        |
| 10   | Umlaufvermögen                                                                            | 20                                                                                     | Kurzfristiges Fremdkapital                                                                               |                                                                                        |
| 20   | Anlagevermögen                                                                            | 24                                                                                     | Langfristiges Fremdkapital                                                                               |                                                                                        |
|      |                                                                                           | 28                                                                                     | Eigenkapital                                                                                             |                                                                                        |
| 04   | Aufwand für Material, Handelswaren, Dienstleistungen und Energie                          | 03                                                                                     | Betrieblicher Ertrag aus Lieferungen und Leistungen                                                      |                                                                                        |
| 40   | Materialaufwand                                                                           | 30                                                                                     | Produktionserlös                                                                                         |                                                                                        |
| 42   | Handelswarenaufwand                                                                       | 32                                                                                     | Handelserlös                                                                                             |                                                                                        |
| 44   | Aufwand für bezogene Dienstleistungen                                                     | 34                                                                                     | Dienstleistungserlös                                                                                     |                                                                                        |
| 45   | Energieaufwand zur Leistungserstellung                                                    |                                                                                        | |                                                                                        |
| 46   | Übriger Aufwand für Material, Handelswaren, Dienstleistungen                              | 36                                                                                     | Übrige Erlöse aus Lieferungen und Leistungen                                                             |                                                                                        |
| 47   | Direkte Einkaufsspesen                                                                    | 37                                                                                     | Eigenleistungen und Eigenverbrauch                                                                       |                                                                                        |
| 48   | Bestandesänderungen, Material- und Warenverluste                                          | 38                                                                                     | Erlösminderungen                                                                                         |                                                                                        |
| 49   | Einkaufspreisminderungen                                                                  | 39                                                                                     | Bestandesänderungen an unfertigen und fertigen Erzeugnissen sowie an nicht fakturierten Dienstleistungen |                                                                                        |
| 05   | Personalaufwand                                                                           |                                                                                        | |                                                                                        |
| 50   | Personalaufwand Produktion                                                                |                                                                                        | |                                                                                        |
| 52   | Personalaufwand Handel                                                                    |                                                                                        | |                                                                                        |
| 54   | Personalaufwand Dienstleistungen                                                          |                                                                                        | |                                                                                        |
| 56   | Personalaufwand Verwaltung                                                                |                                                                                        | |                                                                                        |
| 57   | Sozialversicherungsaufwand                                                                |                                                                                        | |                                                                                        |
| 58   | Übriger Personalaufwand                                                                   |                                                                                        | |                                                                                        |
| 59   | Leistungen Dritter                                                                        |                                                                                        | |                                                                                        |
| 06   | Übriger betrieblicher Aufwand, Abschreibungen und Wertberichtigungen sowie Finanzergebnis |                                                                                        | |                                                                                        |
| 60   | Raumaufwand                                                                               |                                                                                        | |                                                                                        |
| 61   | Unterhalt, Reparaturen, Ersatz (URE); Leasing mobile Anlagen                              |                                                                                        | |                                                                                        |
| 62   | Fahrzeug- und Transportaufwand                                                            |                                                                                        | |                                                                                        |
| 63   | Sachversicherungen, Abgaben, Gebühren, Bewilligungen                                      |                                                                                        | |                                                                                        |
| 64   | Energie- und Entsorgungsaufwand                                                           |                                                                                        | |                                                                                        |
| 65   | Verwaltungs- und Informatikaufwand                                                        |                                                                                        | |                                                                                        |
| 66   | Werbeaufwand                                                                              |                                                                                        | |                                                                                        |
| 67   | Sonstiger betrieblicher Aufwand                                                           |                                                                                        | |                                                                                        |
| 68   | Abschreibungen und Wertberichtigungen auf Positionen des Anlagevermögens                  |                                                                                        | |                                                                                        |
| 69   | Finanzaufwand und Finanzertrag                                                            | Finanzaufwand und Finanzertrag                                                         | Finanzaufwand und Finanzertrag                                                                           | Finanzaufwand und Finanzertrag                                                         |
| 07   | Betrieblicher Nebenerfolg                                                                 | Betrieblicher Nebenerfolg                                                              | Betrieblicher Nebenerfolg                                                                                | Betrieblicher Nebenerfolg                                                              |
| 70   | Erfolg aus Nebenbetrieben                                                                 | Erfolg aus Nebenbetrieben                                                              | Erfolg aus Nebenbetrieben                                                                                | Erfolg aus Nebenbetrieben                                                              |
| 75   | Erfolg aus betrieblichen Liegenschaften                                                   | Erfolg aus betrieblichen Liegenschaften                                                | Erfolg aus betrieblichen Liegenschaften                                                                  | Erfolg aus betrieblichen Liegenschaften                                                |
| 08   | Betriebsfremder, ausserordentlicher, einmaliger und periodenfremder Aufwand und Ertrag    | Betriebsfremder, ausserordentlicher, einmaliger und periodenfremder Aufwand und Ertrag | Betriebsfremder, ausserordentlicher, einmaliger und periodenfremder Aufwand und Ertrag                   | Betriebsfremder, ausserordentlicher, einmaliger und periodenfremder Aufwand und Ertrag |
| 80   | Betriebsfremder Aufwand und betriebsfremder Ertrag                                        | Betriebsfremder Aufwand und betriebsfremder Ertrag                                     | Betriebsfremder Aufwand und betriebsfremder Ertrag                                                       | Betriebsfremder Aufwand und betriebsfremder Ertrag                                     |
| 85   | Ausserordentlicher, einmaliger und periodenfremder Aufwand und Ertrag                     | Ausserordentlicher, einmaliger und periodenfremder Aufwand und Ertrag                  | Ausserordentlicher, einmaliger und periodenfremder Aufwand und Ertrag                                    | Ausserordentlicher, einmaliger und periodenfremder Aufwand und Ertrag                  |
| 89   | Direkte Steuern                                                                           |                                                                                        | |                                                                                        |
| 09   | Abschluss                                                                                 | Abschluss                                                                              | Abschluss                                                                                                | Abschluss                                                                              |
| 92   | Gewinnverwendung                                                                          | Gewinnverwendung                                                                       | Gewinnverwendung                                                                                         | Gewinnverwendung                                                                       |
| 99   | Hilfskonten und Nebenbücher                                                               | Hilfskonten und Nebenbücher                                                            | Hilfskonten und Nebenbücher                                                                              | Hilfskonten und Nebenbücher                                                            |

## Kontenrahmen im Unterricht
Der Kontenrahmen ist zentrales Mittel für die Lernenden, um einen Überblick über die Konten der Finanzbuchhaltung zu bekommen. Ein Kontenrahmen nach dem Abschlussprinzip gibt den Lernenden die Reihenfolge der Posten in den Abschlusskonten wieder. Er kann auch als Stütze zu einer thematischen Struktur der Finanzbuchhaltung eingesetzt werden. Schon die Klassiker der Kontenrahmen haben die didaktische Bedeutung desselben betont. Eugen Schmalenbach erwähnte den Kontenrahmen und parallele graphische Darstellungen als wichtige Unterrichtsinstrumente. Seit dem Erscheinen des Gewerbekontenrahmens in der Schweiz war es üblich, diesen beziehungsweise seine zwei Nachfolger auf allen Stufen im Unterricht zu verwenden. Karl Käfer konnte die folgende Bemerkung in den USA auf Erfahrung basierend äußern:

„Commonly-applied national charts of accounts are valuable tools for education and training of management personnel at all levels. An accountant changing employment from one company to another will find a very similar set of accounts and will be easily instructed. I mentioned before the usefulness of such a chart teaching purposes, especially at lower levels of instructions.“

Peter Preiss, Vertreter des wirtschaftsinstrumentellen Unterrichts der Göttinger Schule, rät nicht nur einen Typ Kontenrahmen, sondern mehrere (in Deutschland übliche) Kontenrahmen vorzustellen. Er erwähnt neben dem Industriekontenrahmen IKR, den Gemeinschaftskontenrahmen GKR, die Standardkontenrahmen der DATEV u. a.
In den Schulbüchern ist eine mehrstufige Verwendung von Kontenrahmen und Kontenplänen üblich. Von einem naiv verwendeten Katalog für die Kontenwahl führt das Verständnis des Kontenrahmens (und daraus abgeleiteter Kontenpläne) weiter zu den „schwierigen“ Konten (Delkredere, Liegenschafts-, Wertschriftenkonten etc.), deren Besonderheit mit dem Kontenrahmen deutlicher wird. Die Beherrschung der Bilanzgestaltung und der mehrstufigen Erfolgsrechnung geht parallel der Lehre vom Kontenrahmen.
In der Schweiz hat der veb.ch als Herausgeber des Schweizer Kontenrahmen KMU eine offizielle Schulversion desselben veröffentlicht. Schulbuchautoren und Schulen sind frei in der Wahl eines aus dem Original korrekt abgeleiteten eigenen Schulkontenrahmens.

## Abgrenzung
Der Kontenrahmen darf nicht mit dem Kontenplan verwechselt werden. Letzterer ist der aus dem Kontenrahmen bei einem Unternehmen individuell entwickelte eigene Kontenplan.